# Drozdov, Šumperk
Drozdov là một làng thuộc huyện Šumperk, vùng Olomoucký, Cộng hòa Séc.